# Touch! Generations
Touch! Generations는 닌텐도의 게임기, 닌텐도 DS와 Wii의 소프트웨어 라인업 중 하나이다.

## 개요
남녀노소를 불문하고 가족도 즐길 수있는 소프트웨어 군의 총칭이다. 따라서 전자 사전과 요리 레시피 같은 게임의 틀을 넘어선 다양한 소프트웨어도 포함되어있다. 2005년 4월부터 3개월 동안 5개의 소프트가 발매되어 닌텐도 DS 붐의 주동자가되었다. "Touch! Generations"의 로고는 일본, 북미, 유럽 및 오세아니아 의 3지역에서 각각 다른 디자인이 이용되고있다.